# Josef Hiršal
Josef Hiršal (Chomutičky, 24 luglio 1920 – Praga, 20 settembre 2003) è stato un poeta e romanziere ceco, fino al 1993 cecoslovacco. Ampiamente considerato come uno degli autori più importanti nel campo della «poesia sperimentale».

## Biografia
Fa il suo esordio letterario pubblicando una raccolta di poesie, dopo aver scritto poemi surrealisti. Successivamente, si unisce al gruppo di artisti che gravita attorno alla figura di Jiří Kolář, un amico a cui resterà legato per sempre e con il quale pubblica libri per bambini negli anni cinquanta, dopo aver visto i suoi lavori banditi dal territorio cecoslovacco. Negli anni sessanta, inizia a scrivere «poesia sperimentale» assieme alla sua compagna, Bohumila Grögerová: nel corso degli anni i due tradurranno più di 180 opere, tra le quali quelle di scrittori come Franz Kafka, Edgar Allan Poe, Helmut Heissenbüttel, Fernando Pessoa, Torquato Tasso, Ernst Jandl, Hans Carl Hartmann, Heinrich Heine, Eugène Ionesco, Christian Morgenstern e Wolfgang Hildesheimer. Nel 1989 gli è assegnato il Gran Premio Statale dell'Austria per le sue traduzioni.
Nel 2003, a 83 anni, muore in un ospedale di Praga.

## Opere

### Per bambini
- Do práce nám slunce svítí (1944)
- Vzdušné zámky (1946)
- Snídaně v lese (1948)
- Šťastně dojeď, dlouhý vláčku (1954)
- Jana jde do školky (1955)
- Co nám veze (1959)
- Ivánek a zvířátka (1961)
- O zatoulaném kotěti (1962)
- O podivné záhadě na poštovním úřadě (1962)
- O kocouru, kohoutu a huse (1962)
- Malý grafik (1964)
- Co se slovy všechno poví (1964)

### Prose
- Kocourkov (1959)
- Slovo, písmo, akce, hlas k estetice kultury technického věku (1967)
- Vínek vzpomínek (1989)

### Poesie
- Vědro stříbra (1940)
- Noclehy s klekánicí (1940)
- Studené nebe (1944)
- Matky (1945)
- Úzké cesty (1948)
- Chvilku se dívej, chvilku si zpívej (1962)
- Soukromá galerie (1965)
- Čtyři básně (1965)
- Experimentální poezie (1967)
- Píseň mládí (1986)
- Soukromá galerie (1992)
- Párkař (1997)

### Raccolte
- JOB BOJ (1968)
- Trojcestí (1991)
- Let let 1, 2, 3 (1993-1994)